# Stomphia polaris
Stomphia polaris is een zeeanemonensoort uit de familie Actinostolidae.
Stomphia polaris is voor het eerst wetenschappelijk beschreven door Danielssen in 1890.